# William F. Dean

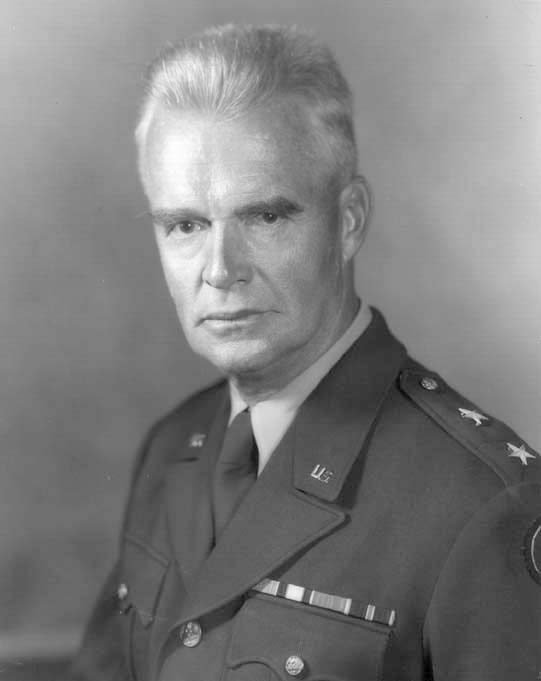
William F. Dean (1950)

William Frishe Dean Sr.  (* 1. August 1899 in Carlyle, Illinois; † 24. August 1981 in San Francisco, Kalifornien) war ein Generalmajor der United States Army. Er war unter anderem Kommandeur mehrerer Infanteriedivisionen.
William Dean war ein Sohn von Charles Watts Dean (1875–1945) und dessen Frau Elizabeth Frishe. Er besuchte die öffentlichen Schulen seiner Heimat und arbeitete in verschiedenen Berufen, unter anderem bei der Polizei, als Straßenbahnfahrer oder als Aushilfskoch. Über das ROTC-Programm der University of California, Berkeley gelangte er im Jahr 1923 in das Offizierskorps des US-Heeres. In der Armee durchlief er anschließend alle Offiziersränge vom Leutnant bis zum Zwei-Sterne-General.
Im Lauf seiner militärischen Karriere absolvierte Dean verschiedene Kurse und Schulungen. Dazu gehörten unter anderem das Command and General Staff College, das Industrial College, die Chemical Warfare School, die Infantry School und das United States Army War College.
In seinen jüngeren Jahren versah er den für Offiziere in den niederen Rangstufen üblichen Dienst in verschiedenen Einheiten und Standorten. Dazu gehörten auch Aufgaben als Stabsoffizier in verschiedenen Hauptquartieren. In den Jahren 1921 bis 1923 diente er in der California Army National Guard. Ab 1923 gehörte er dem regulären US-Heer an. Zwischen 1926 und 1929 war er am Panamakanal stationiert. In den 1930er Jahren war er auch für einige Zeit bei kalifornischen Einrichtungen des Civilian Conservation Corps tätig. In jenen Jahren absolvierte er auch die erwähnten Schulen. Zwischenzeitlich war er auch auf Hawaii stationiert. Schließlich wurde er Stabsoffizier im Kriegsministerium in Washington, D.C.
In seine Zeit als Stabsoffizier im Kriegsministerium fiel der Eintritt der Vereinigten Staaten in den Zweiten Weltkrieg. Ende 1943 wurde er zum Stab der 44. Infanteriedivision versetzt, mit der er im weiteren Verlauf auf dem europäischen Kriegsschauplatz eingesetzt wurde. Die Division drang von Frankreich aus über die Vogesen nach Deutschland vor. Zwischenzeitlich war sie auch an der Abwehr der deutschen Ardennenoffensive beteiligt. Nach der Verwundung des Divisionskommandeurs Robert L. Spragins wurde William Dean neuer Kommandeur der 44. Infanteriedivision. Dieses Amt übte er zwischen Januar und September 1945 aus. Seine Division stieß über den Rhein nach Deutschland vor und eroberte unter anderem Mannheim. Dann stieß sie über die Donau bis nach Österreich vor. Insgesamt gerieten etwa 30.000 deutsche Soldaten durch Deans Division in Kriegsgefangenschaft. Später gehörte seine Division zu den Besatzungstruppen in Deutschland. Im Juli 1945 wurde sie in die Vereinigten Staaten zurückverlegt, wo sie auf einen Angriff auf die japanischen Hauptinseln vorbereitet wurde, den Dean leiten sollte. Aufgrund der japanischen Kapitulation kam es nicht mehr dazu.
Zwischen Oktober 1945 und September 1947 bekleidete William Dean verschiedene Aufgaben als Stabsoffizier beim Command and General Staff College in Fort Leavenworth. Anschließend war er bis August 1948 Militärgouverneur von Südkorea. Danach erhielt er das Kommando über die 7. Infanteriedivision, das er zwischen September 1948 und Mai 1949 als Nachfolger von Edwin W. Piburn innehatte. In dieser Zeit wurde die Division von Südkorea nach Japan verlegt. Nach seiner Zeit bei dieser Division wurde Dean Stabschef der ebenfalls in Japan stationierten 8. Armee. Diese Funktion übte er zwischen Juni und Oktober 1949 aus. Anschließend erhielt er das Kommando über die 24. Infanteriedivision in Japan. Diese Division war der erste Verband, der nach Ausbruch des Koreakrieges  an die Front verlegt wurde. Im Juli 1950 befehligte Dean seine Division bei dem Versuch die weit überlegenen nordkoreanischen Truppen am Fluss Kum so lange aufzuhalten bis weitere alliierte Verbände eine geordnete Verteidigung um Busan aufgebaut hätten. In der daraus resultierenden Schlacht um Daejeon (14.–20. Juli 1950) zeichneten sich sowohl Dean als auch seine Division aus, erlitten jedoch schwere Verluste. Er selbst geriet in nordkoreanische Kriegsgefangenschaft. Die dramatischen Umstände seiner Gefangennahme und Gefangenschaft werden in der Quelle Military Hall of Honor detailliert geschildert. Dean blieb bis zum Waffenstillstand in Kriegsgefangenschaft und wurde erst im September 1953 wieder in die Freiheit entlassen und den Amerikanern überstellt. Danach war er bis zu seiner Pensionierung im Jahr 1955 stellvertretender Kommandeur der 6. Armee, deren Hauptquartier sich beim Presidio in San Francisco befand.
William Dean verbrachte seinen Lebensabend in San Francisco, wo er am 24. August 1981 verstarb. Er wurde auf dem San Francisco National Cemetery beigesetzt.

## Orden und Auszeichnungen
William Dean erhielt im Lauf seiner militärischen Laufbahn unter anderem folgende Auszeichnungen:
- Medal of Honor
- Distinguished Service Cross
- Army Distinguished Service Medal
- Legion of Merit
- Bronze Star Medal
- Prisoner of War Medal
- American Defense Service Medal
- American Campaign Medal
- European-African-Middle Eastern Campaign Medal
- World War II Victory Medal
- Army of Occupation Medal
- National Defense Service Medal
- Korean Service Medal
- Order of National Security Merit (Südkorea)
- United Nations Service Medal for Korea (UNO)
- Korean War Service Medal (Südkorea)
- Presidential Unit Citation (USA)
- Presidential Unit Citation (Südkorea)